# Ложбинное
Ложби́нное (до 1945 года Ста́рый Ита́к, до нач. XX века Ита́к; укр. Ложбинне, крымскотат. Eski İtaq, Эски Итакъ) — исчезнувшее село в Красногвардейском районе Республики Крым, располагавшееся в центре района, в степной части Крыма, в Чатырлыкской балке, примерно в 0,5 км к востоку от села Машино.

## История
Первое документальное упоминание села встречается в Камеральном Описании Крыма… 1784 года, судя по которому, в последний период Крымского ханства Ибтак входил в Ташлынский кадылык Акмечетского каймаканства. После присоединения Крыма к России (8) 19 апреля 1783 года, (8) 19 февраля 1784 года, именным указом Екатерины II сенату, на территории бывшего Крымского Ханства была образована Таврическая область и деревня была приписана к Перекопскому уезду. После Павловских реформ, с 1796 по 1802 год, входила в Акмечетский уезд Новороссийской губернии. По новому административному делению, после создания 8 (20) октября 1802 года Таврической губернии, Итак был включён в состав Кучук-Кабачской волости Перекопского уезда.
По Ведомости о всех селениях в Перекопском уезде состоящих с показанием в которой волости сколько числом дворов и душ… от 21 октября 1805 года в деревне Итак числилось 27 дворов, 199 крымских татар и 11 ясыров. На военно-топографической карте генерал-майора Мухина 1817 года обозначена деревня Итак с 27 дворами. После реформы волостного деления 1829 года Итак, согласно «Ведомости о казённых волостях Таврической губернии 1829 года», отнесли к Агъярской волости (переименованной из Кучук-Кабачской). Видимо, уже тогда началось слияние с селением Черкез-Эли: в «Ведомости…» уже записан Итак Черкез-Эли. На карте 1836 года в деревне 23 двора, как и на карте 1842 года.
В 1860-х годах, после земской реформы Александра II, деревню включили в состав [Айбарской волости. В «Списке населённых мест Таврической губернии по сведениям 1864 года», составленном по результатам VIII ревизии 1864 года, Итак (или Черкез-Эли) — владельческая татарская деревня с 4 дворами и 17 жителями при безъименной балке (видимо, в результате эмиграции крымских татар в Турцию деревня заметно опустела). По обследованиям профессора А. Н. Козловского начала 1860-х годов, вода в колодцах деревни была пресная, а их глубина составляла 10—15 саженей (21—32 м). На трёхверстовой карте Шуберта 1865—1876 года в деревне обозначено 9 дворов. В «Памятной книге Таврической губернии 1889 года» по результатам Х ревизии 1887 года записан Итак Григорьевской волости, с 23 дворами и 127 жителями.
После земской реформы 1890 года, Итак отнесли к Бютеньской волости. Согласно «…Памятной книжке Таврической губернии на 1892 год», в деревне Итак татарский, находившейся в частном владении, было 109 жителей в 22 домохозяйствах. По «…Памятной книжке Таврической губернии на 1902 год» в деревне Итак числилось 129 жителей в 22 домохозяйствах. По Статистическому справочнику Таврической губернии. Ч.II-я. Статистический очерк, выпуск пятый Перекопский уезд, 1915 год, в деревне Старый Итак Бютеньской волости Перекопского уезда числилось 18 дворов (все дворы с землёй) с татарским населением в количестве 13 человек приписных жителей и 61 — «посторонних», из которых 43 мужчины и 31 женщины. Жители владели 180 десятинами земли. В хозяйствах имелось 39 лошадей, 13 коров и 75 голов мелкого скота.
После установления в Крыму Советской власти и учреждения 18 октября 1921 года Крымской АССР, в составе Симферопольского уезда был образован Биюк-Онларский район, в состав которого включили село. В 1922 году уезды получили название округов. 11 октября 1923 года, согласно постановлению ВЦИК, в административное деление Крымской АССР были внесены изменения, в результате которых был ликвидирован Биюк-Онларский район и село включили в состав Симферопольского. Согласно Списку населённых пунктов Крымской АССР по Всесоюзной переписи 17 декабря 1926 года, в селе Итак Старый, центре Старо-Итакского сельсовета Симферопольского района, числился 21 двор, из них 20 крестьянских, население составляло 95 человека, из них 93 татарина и 2 украинца, действовала татарская школа. Постановлением КрымЦИКа «О реорганизации сети районов Крымской АССР» от 15 сентября 1930 года был вновь создан Биюк-Онларский район, теперь как немецкий национальный (указом Президиума Верховного Совета РСФСР № 621/6 от 14 декабря 1944 года переименованный в Октябрьский) и село включили в его состав. По данным всесоюзной переписи населения 1939 года в селе проживало 99 человек.
В 1944 году, после освобождения Крыма от фашистов, согласно постановлению ГКО № 5859 от 11 мая 1944 года, 18 мая крымские татары были депортированы в Среднюю Азию. 12 августа 1944 года было принято постановление № ГОКО-6372с «О переселении колхозников в районы Крыма» и в сентябре 1944 года в район приехали первые новоселы (57 семей) из Винницкой и Киевской областей, а в начале 1950-х годов последовала вторая волна переселенцев из различных областей Украины. Указом Президиума Верховного Совета РСФСР от 21 августа 1945 года Старый Итаки был переименован в Ложбинное и Старо-Итакский сельсовет — в Ложбинновский. Видимо ликвидировано до 1954 года, так как в списках упразднённых с этого года сёл не значится.

## Немецкий Итак (бывший)
Встречается только в Статистическом справочнике Таврической губернии. Ч.II-я. Статистический очерк, выпуск пятый Перекопский уезд, 1915 год. По всем приведённым в справочнике геопараметрам деревня — часть Итака, по невыясненной причине выделенная в обдельную единицу. Также неясно с опреденением «Немецкий»: ни в одном известном документе немецкое население не зафиксировано. На 1915 год в деревне числилось 17 дворов (все безземельные) с татарским населением в количестве 85 человек «посторонних» жителей, из которых 46 мужчин и 39 женщин. Жители землёй не владели, но за селением числилось 410 десятин земли. В хозяйствах имелось 49 лошадей, 4 вола, 20 коров и 161 голова мелкого скота.

### Динамика численности населения
| - 1805 год — 210 чел. - 1864 год — 17 чел. - 1889 год — 127 чел. - 1892 год — 109 чел. | - 1900 год — 129 чел. - 1915 год — 13/61 чел. - 1926 год — 95 чел. - 1939 год — 99 чел. |